# Edificio Electra
El Edificio Electra, más conocido como The Electra, es una de las torres de condominios más elegantes del movimiento de la arquitectura modernista, situada en la zona céntrica de la ciudad de Vancouver en la provincia de Columbia Británica, Canadá.  
Inaugurado a fines de 1957, fue en su momento el edificio de metal y cristal más alto de la Mancomunidad de Naciones Británicas y de la costa Oeste de Norteamérica. En sus comienzos funcionaba como casa central de la firma BC Hydro; finalmente se transforma en el primer edificio de alta categoría para viviendas de la Ciudad de Vancouver, zona centro, siendo nombrada la torre bajo el nombre de una de las divas de la mitología griega, Electra (en griego: Ἠλέκτρα, Êléktra). Su alta tecnología de construcción incorporó novedosos sistemas de ventilación, con equipo de aire acondicionado y calefacción central, convirtiendo al Electra en el primer edificio de viviendas aclimatado de la ciudad.

## Su construcción

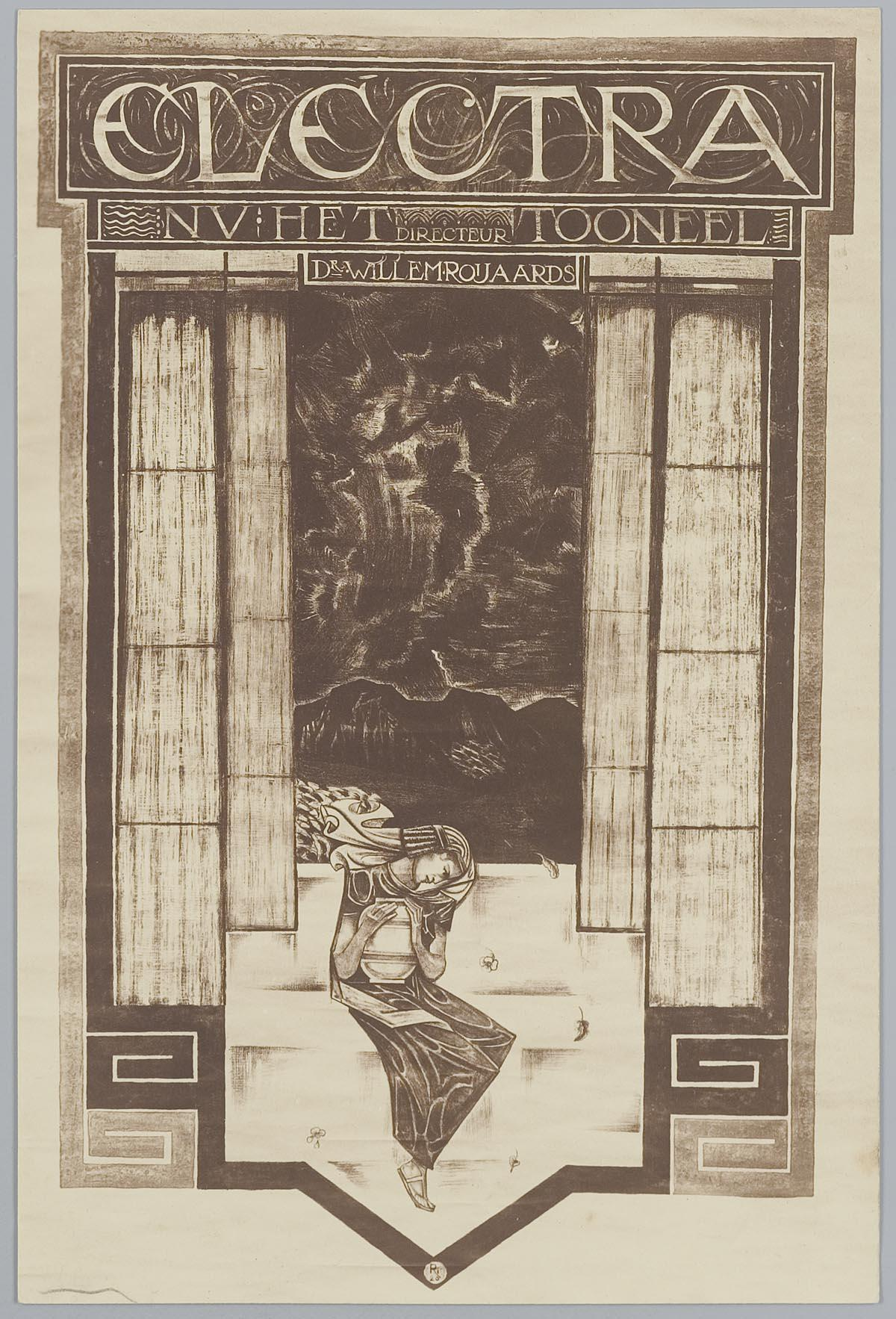
Afiche para una representación de Electra.

Las obras habían sido creadas y culminadas por el arquitecto canadiense Ronald James Thom y la contribución del aclamado arquitecto Charles Edward Pratt; la estructura llegó a su altura máxima de veintiún pisos muy rápidamente con la ayuda de nuevas tecnologías y la utilización de metal y concreto, con un envoltorio total de cristales espejados "algo totalmente novedoso en la construcción de la época" por lo cual llegó a ser el edificio del momento registrado por el Libro Guinness de los récords de ese mismo año. Su construcción modernista dio lugar a terrazas jardines en la planta principal y jardines de invierno creados bajo pirámides de cristal permitiendo la entrada de luz natural en zonas internas de recreación del edificio. Observado desde un helicóptero el edificio posee una forma similar a un diamante de los naipes de póquer, y por la orientación del edificio da lugar a la similitud de la misma apuntando hacia el océano Pacífico en honor al navegante y fundador de la ciudad George Vancouver miembro de la Marina Real Británica.